# Joana I de Borgonya
Joana I de Borgonya (1191-1205), nascuda Joana de Hohenstaufen, va ser Comtessa de Borgonya de l'edat de 9 anys a la seva defunció als 14 anys.

## Biografia
Va néixer el 1191 sent filla del comte Otó I de Borgonya i de Margarida de Blois (1170-1230) (filla del comte Teobald V de Blois i de Chartres i d'Alix de França (al seu torn filla del rei Lluís VII de França). Dins el mateix any del seu naixement, però més tard, va néixer la seva germana Beatriu II de Borgonya (1191-1231). El 13 de gener de 1197 el seu pare fou assassinat a Besançon a l'edat de 32 anys i Joana el va succeir com a comtessa palatina de Borgonya quan només tenia 9 anys. Va morir el 1205 quan tenia només 14 anys. La seva germana Beatriu II de Borgonya li va succeir juntament amb el seu marit, el duc Otó I d'Andechs i Merània (1180-1234), que fou reconegut comte com Otó II de Borgonya.